# ویتنی (اورگن)
ویتنی (به انگلیسی: Whitney) یک منطقهٔ مسکونی در ایالات متحده آمریکا است که در اورگن واقع شده‌است. ویتنی ۱٬۲۶۷٫۹۸ متر بالاتر از سطح دریا واقع شده‌است.